# Decennial Peak
Der Decennial Peak ist ein 4020 m hoher Berg in der antarktischen Ross Dependency. In der Königin-Alexandra-Kette des Transantarktischen Gebirges ragt er 5 km südwestlich des Mount Kirkpatrick auf.
Der United States Geological Survey kartierte ihn anhand eigener Vermessungen und Luftaufnahmen der United States Navy aus den Jahren von 1958 bis 1965. Das Advisory Committee on Antarctic Names benannte ihn 1970 anlässlich des zehnjährigen Bestehens des Instituts für Polarforschung an der Ohio State University, dessen Forschungsschwerpunkt in den 1960er Jahren die Antarktis gewesen ist.